# Pamela Paul
Pamela Paul é uma escritora norte-americana que atualmente atua como editora do The New York Times Book Review. Ela também é editora de toda a cobertura de livros do The New York Times. Ingressou no Times em 2011 e atuou como editora de livros infantis e editora de recursos para a Book Review antes de suas promoções de 2013 e 2016.
Ela é ex-colunista do The New York Times, pelo qual escreveu a coluna "Estudado" e da Worth Magazine, pela qual escreveu sobre questões financeiras e familiares. Foi colaboradora da revista Time e escritora regular do The Atlantic. No início de sua carreira, Paul trabalhou como editor sênior da antiga revista American Demographics. Ela também é ex-correspondente do The Economist em Londres e Nova York, onde escreveu uma coluna mensal de artes de 1997 a 2002.
Após a publicação de seu livro Pornified em 2005 , ela testemunhou sobre o assunto pornografia perante o Comitê Judiciário do Senado. Ela apareceu na televisão e em programas de rádio nos EUA, Canadá e Reino Unido, falando sobre tendências sociais e culturais, literatura e publicação, e sobre os vários assuntos de seus cinco livros.

## Vida pessoal
Como uma filha de ascendência judaica, ela foi atraída para ler sobre o Holocausto na adolescência e ler A Ascensão e Queda do Terceiro Reich na faculdade. Ela já foi casada com o colega colunista do Times Bret Stephens.